# Collonges-lès-Premières
Collonges-lès-Premières ist eine Ortschaft und eine ehemalige französische Gemeinde mit 924 Einwohnern (Stand: 1. Januar 2022) im Département Côte-d’Or in der Region Bourgogne-Franche-Comté. 
Umgeben wird die Collonges-lès-Premières von den Ortschaften Longchamp im Norden, von Athée im Osten, von Soirans im Süden und von Longeault-Pluvault mit Longeault im Westen.

## Geschichte
Zum 28. Februar 2019 wurde die Gemeinde Collonges-lès-Premières gemeinsam mit Premières zur Commune nouvelle Collonges et Premières zusammengelegt und hat in der neuen Gemeinde den Status einer Commune déléguée. Sie gehörte zum Arrondissement Dijon und zum Kanton Genlis.

## Bevölkerungsentwicklung

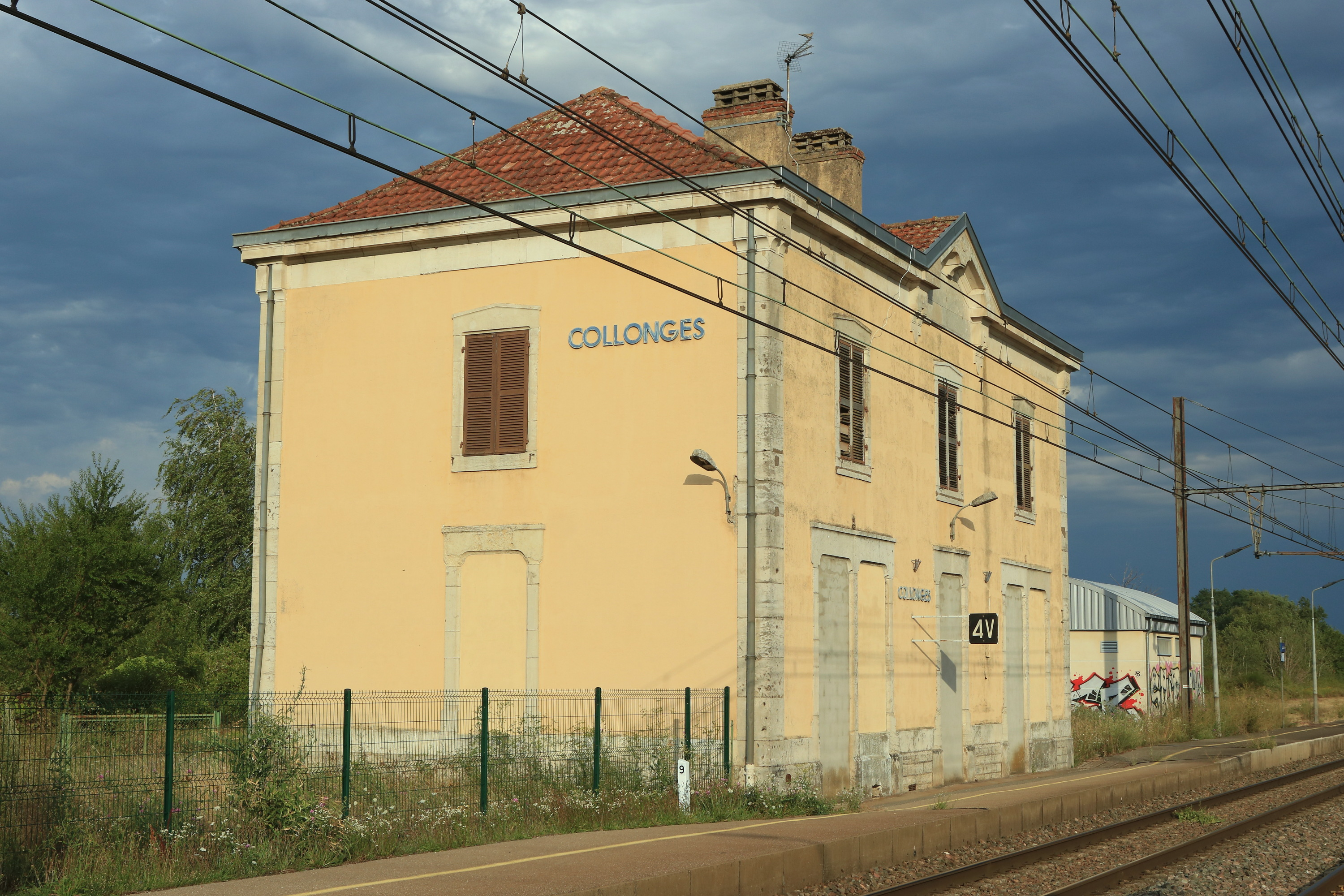
Ehemaliges Bahnhofsgebäude in Collonges

| Jahr                      | 1962 | 1968 | 1975 | 1982 | 1990 | 1999 | 2012 | 2019 |
| Einwohner                 | 326  | 335  | 306  | 427  | 655  | 663  | 780  | 914  |
| Quelle: Cassini und INSEE |      |      |      |      |      |      |      |      |